# Michigan Theater (Détroit)
Pour les articles homonymes, voir Michigan Theater.
Le Michigan Theater (littéralement « Théâtre du Michigan » en français) est un cinéma à Détroit, dans l'État du Michigan, aux États-Unis, créé en 1926 par l'entreprise architecturale Rapp and Rapp pour John H. Kunsky. Il sert actuellement de parking abrité.